# Ercole Rossi
Ercole Rossi (Secugnago, 1899 – Yol, 21 aprile 1942) è stato un militare italiano insignito della medaglia d'oro al valor militare alla memoria nel corso della seconda guerra mondiale.

## Biografia
Nacque a Secugnago, provincia di Milano, nel 1899, figlio di Sante.  All'età di diciotto anni, in piena prima guerra mondiale, fu arruolato nel Regio Esercito e, dopo avere frequentato il corso allievi ufficiali a Parma, prese parte come sottotenente di complemento alle operazioni belliche in forza all'11º Reggimento fanteria della Brigata Casale. Nel giugno 1918 fu insignito della medaglia di bronzo al valor militare nel corso della battaglia del solstizio, dove rimase gravemente ferito mentre prestava servizio nel 256º Reggimento fanteria. Promosso tenente, fu posto in congedo nel 1920. Conseguito il diploma di ragioniere, si dedicò all'azienda di famiglia e nella vita pubblica ricoprì incarichi amministrativi per diversi anni. Nel maggio 1940 fu richiamato in servizio attivo con il grado di capitano in forza al 24º Reggimento fanteria e nel novembre successivo fu trasferito in Africa Settentrionale Italiana. Assegnato al XXVII Battaglione mitraglieri autocarrato, il 18 gennaio 1941 venne fatto prigioniero di guerra dagli inglesi durante il ripiegamento su Bardia. Inviato a Yol, in India, venne ucciso il 21 aprile 1942, durante la repressione di un tentativo di insubordinazione, e fu successivamente decorato di medaglia d'oro al valor militare alla memoria.